# 意大利天主教教区列表

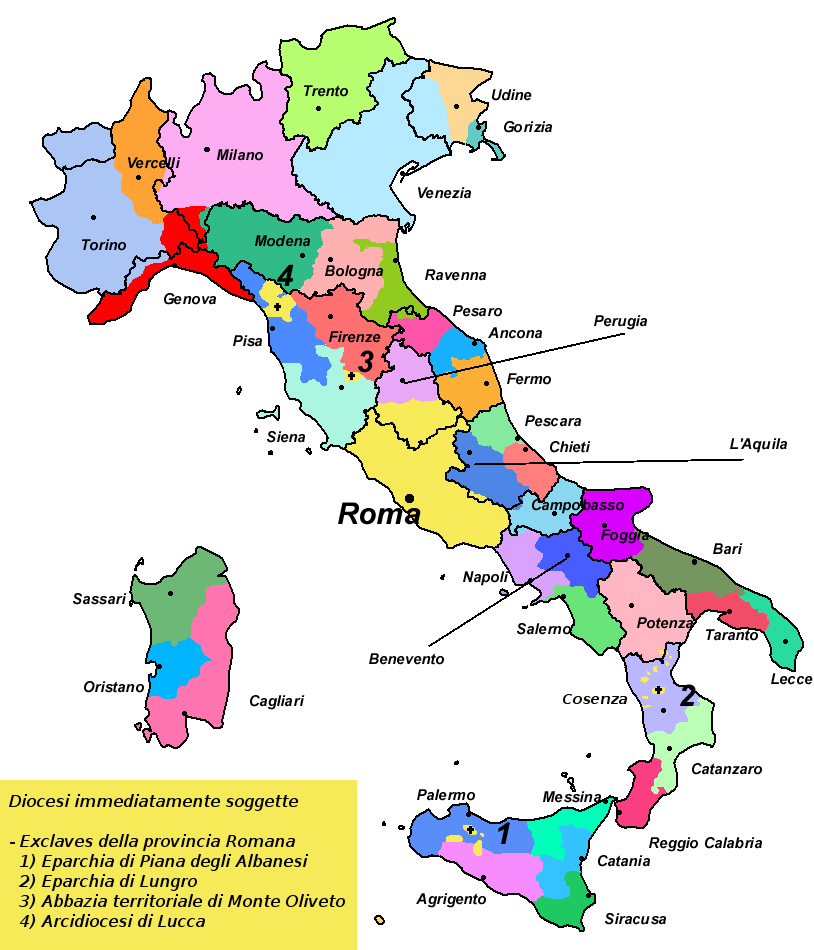
意大利的天主教教省

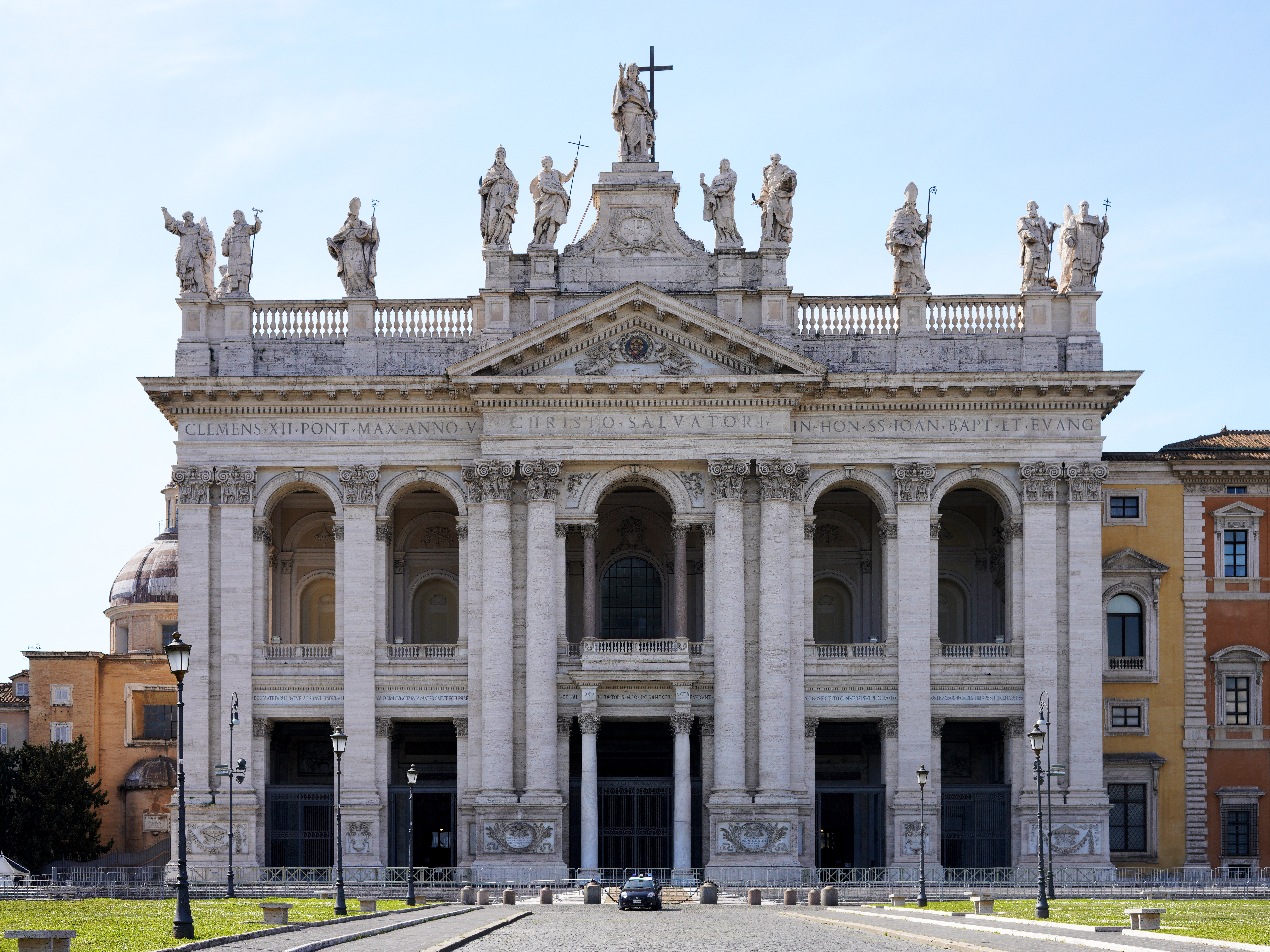
意大利天主教区的母堂是位於羅馬的拉特朗大殿，也是教宗座堂。

下列意大利天主教教区列表。意大利的天主教會共設有16個區域性教會、42个教省，大部分是由主教管理的教区，由总主教管理的教区称为总教区。

## 阿布魯佐-莫利塞區

### 拉奎拉教省
- 天主教拉奎拉总教区
  - 天主教阿韦扎诺教区
  - 天主教苏尔莫纳-瓦尔瓦教区

### 基耶蒂-瓦斯托教省

基耶蒂主教座堂

- 天主教基耶蒂-瓦斯托总教区
  - 天主教兰恰诺-奥托纳总教区

### 坎波巴索-波亚诺教省
- 天主教坎波巴索-波亚诺总教区
  - 天主教伊塞爾尼亞-韋納夫羅教區
  - 天主教泰尔莫利-拉里诺教区
  - 天主教特里文托教区

### 佩斯卡拉-彭内教省
- 天主教佩斯卡拉-彭内总教区
  - 天主教泰拉莫-阿特里教区

## 巴斯利卡塔區

### 波坦察-穆罗卢卡诺-新马尔西科教省
- 天主教波坦察-穆罗卢卡诺-新马尔西科总教区
  - 天主教阿切伦萨总教区
  - 天主教马泰拉-伊尔西纳总教区
  - 天主教梅爾菲-拉波拉-韋諾薩教區
  - 天主教特里卡里科教区
  - 天主教圖爾西-拉戈內格羅教區

## 卡拉布里亞區

### 卡坦扎罗-斯奎拉切教省
- 天主教卡坦扎罗-斯奎拉切总教区
  - 天主教克罗托内-圣瑟弗瑞娜总教区
  - 天主教拉梅齊亞泰爾梅教區

### 科森扎-比西纳诺教省
- 天主教科森扎-比西纳诺总教区
  - 天主教罗萨诺-卡里亚蒂总教区
  - 天主教卡薩諾阿洛約尼奧教區
  - 天主教圣马科阿尔真塔诺-斯卡莱阿教区

### 雷焦卡拉布里亚教省
- 天主教雷焦卡拉布里亚-波瓦总教区
  - 天主教洛克里-傑拉切教區
  - 天主教米萊托-尼科泰拉-特罗佩阿教区
  - 天主教奧皮多馬梅爾蒂納-帕爾米教區

### 直属教廷
- 義大利-阿爾巴尼亞禮天主教倫格羅教區

## 坎帕尼亞區

### 贝内文托教省
- 天主教贝内文托总教区
  - 天主教桑坦格罗伦巴第-康扎-努斯科-比萨恰总教区
  - 天主教阿里亞諾伊爾皮諾-拉切多尼亞教區
  - 天主教阿韦利诺教区
  - 天主教切雷托桑尼塔-泰萊塞-聖阿加塔德戈蒂教區
  - 天主教韋爾吉內山自治會院區

### 那不勒斯教省

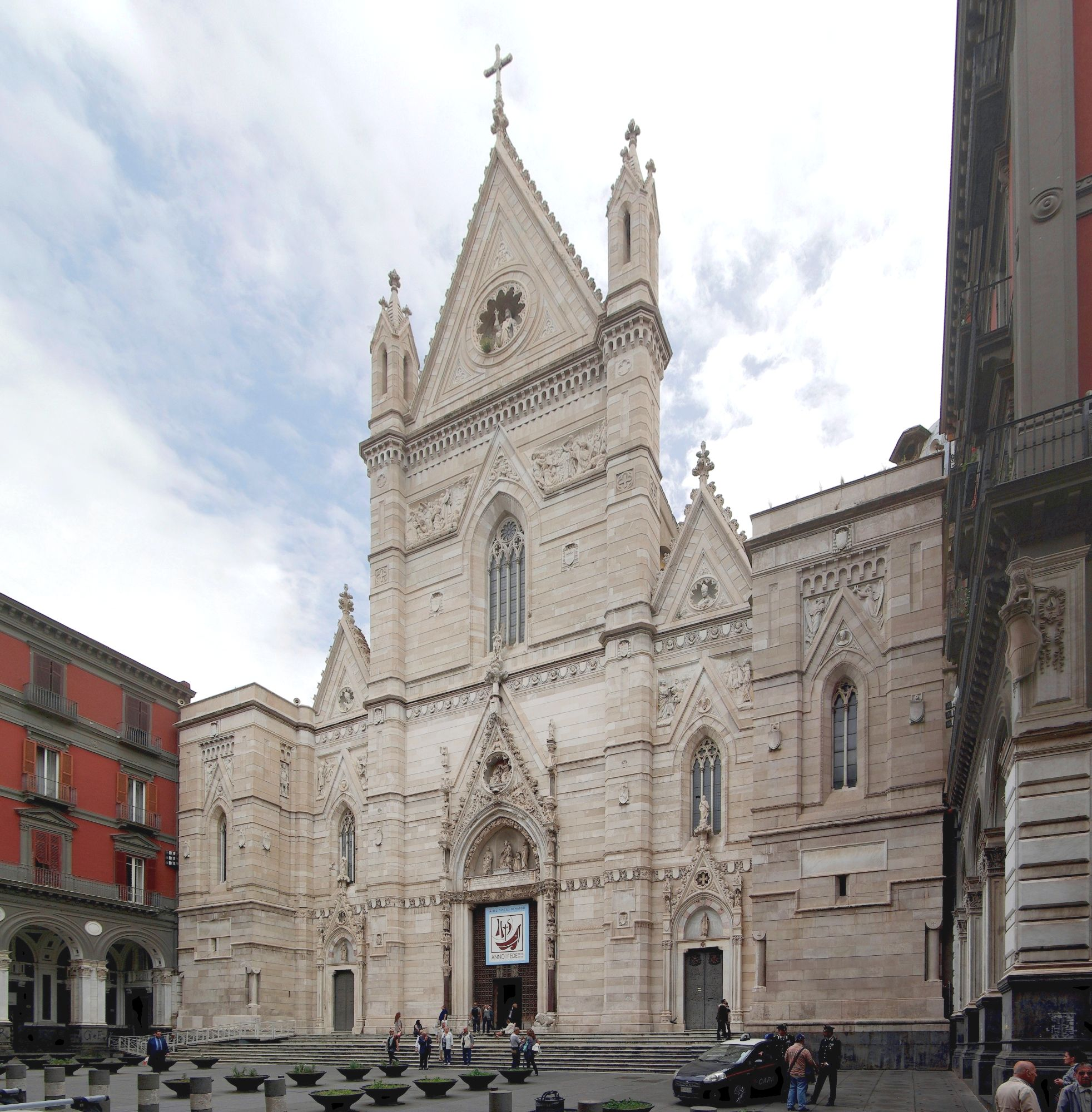
那不勒斯主教座堂

- 天主教那不勒斯总教区
  - 天主教卡普阿总教区
  - 天主教索伦托-斯塔比亚海堡总教区
  - 天主教阿切拉教区
  - 天主教阿利費-卡亞佐教區
  - 天主教阿韦尔萨教区
  - 天主教卡塞塔教区
  - 天主教伊斯基亚教区
  - 天主教諾拉教區
  - 天主教波佐利教区
  - 天主教塞薩奧倫卡教區
  - 天主教泰亞諾-卡爾維教區

### 薩萊諾-坎帕尼亞-阿切爾諾教省

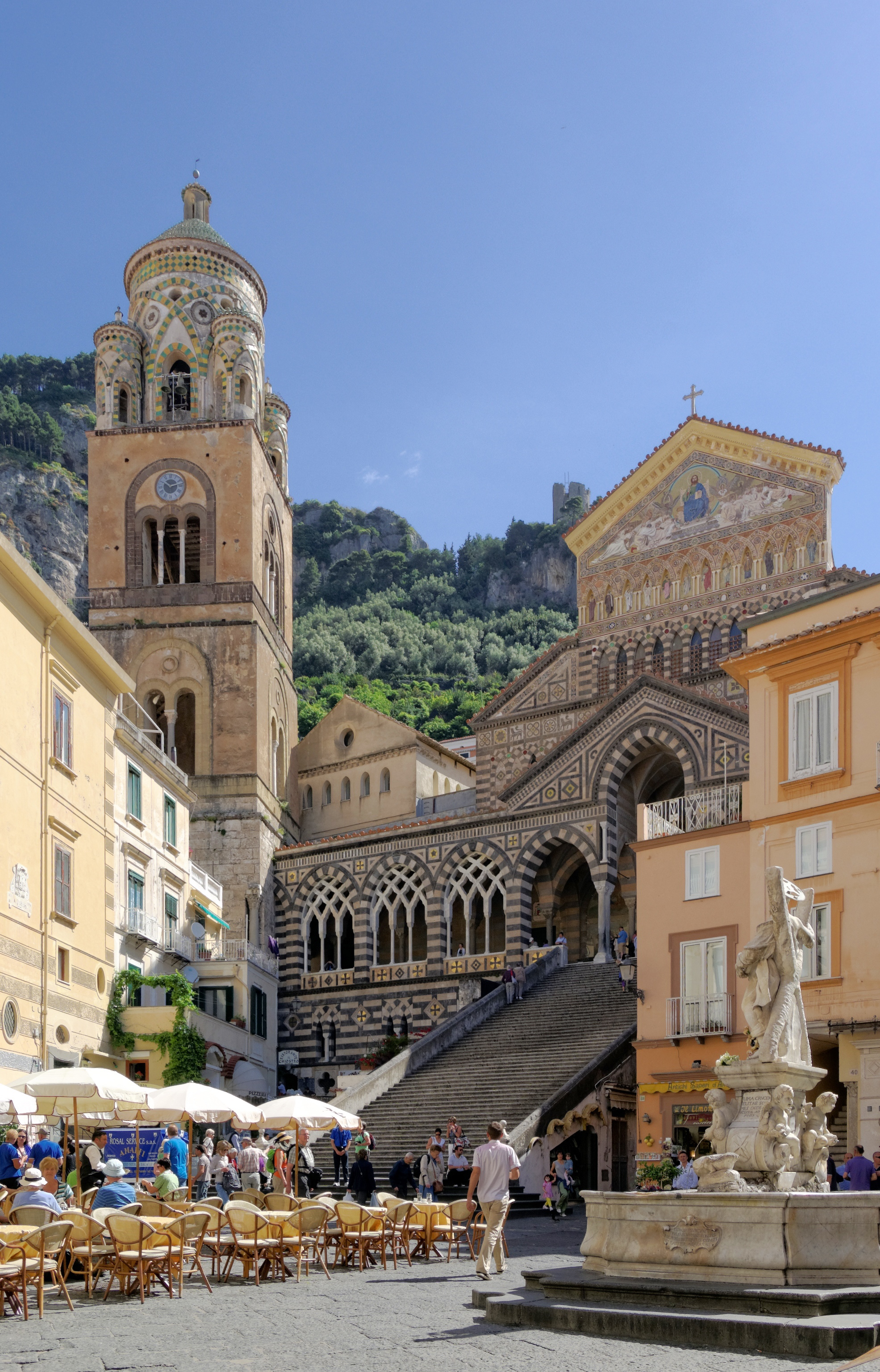
阿马尔菲主教座堂

- 天主教薩萊諾 - 坎帕尼亞 - 阿切爾諾總教區
  - 天主教阿马尔菲-卡瓦德蒂雷尼总教区
  - 天主教下諾卡拉-薩爾諾教區
  - 天主教泰賈諾-波利卡斯特罗教區
  - 天主教瓦洛-德拉卢卡尼亚教区
  - 天主教卡瓦德蒂雷尼聖三自治會院區

## 艾米利亞-羅馬涅區

### 博洛尼亚教省
- 天主教博洛尼亚总教区
  - 天主教费拉拉-科马基奥总教区
  - 天主教法恩扎-莫迪利亞納教區
  - 天主教伊莫拉教区

### 摩德纳-諾南托拉教省
- 天主教摩德纳-諾南托拉總教區
  - 天主教卡尔皮教区
  - 天主教菲登扎教区
  - 天主教帕尔马教区
  - 天主教皮亚琴察-博比奥教区
  - 天主教雷焦艾米利亚-瓜斯塔拉教区

### 拉韦纳-切尔维亚教省
- 天主教拉韦纳-切尔维亚总教区
  - 天主教切塞纳-薩爾西納教區
  - 天主教弗利-貝爾蒂諾羅教區
  - 天主教里米尼教区
  - 天主教圣马力诺-蒙特费尔特罗教区

## 拉齊奧區

### 罗马教省
- 罗马總教區
  - 天主教阿爾巴諾羅馬城郊教區
  - 天主教弗拉斯卡蒂罗马城郊教区
  - 天主教帕萊斯特里納羅馬城郊教區
  - 天主教波多-聖魯菲納羅馬城郊教區
  - 天主教薩比娜-波焦米爾泰托羅馬城郊教區
  - 天主教韋萊特里-塞尼羅馬城郊教區

### 直屬聖座

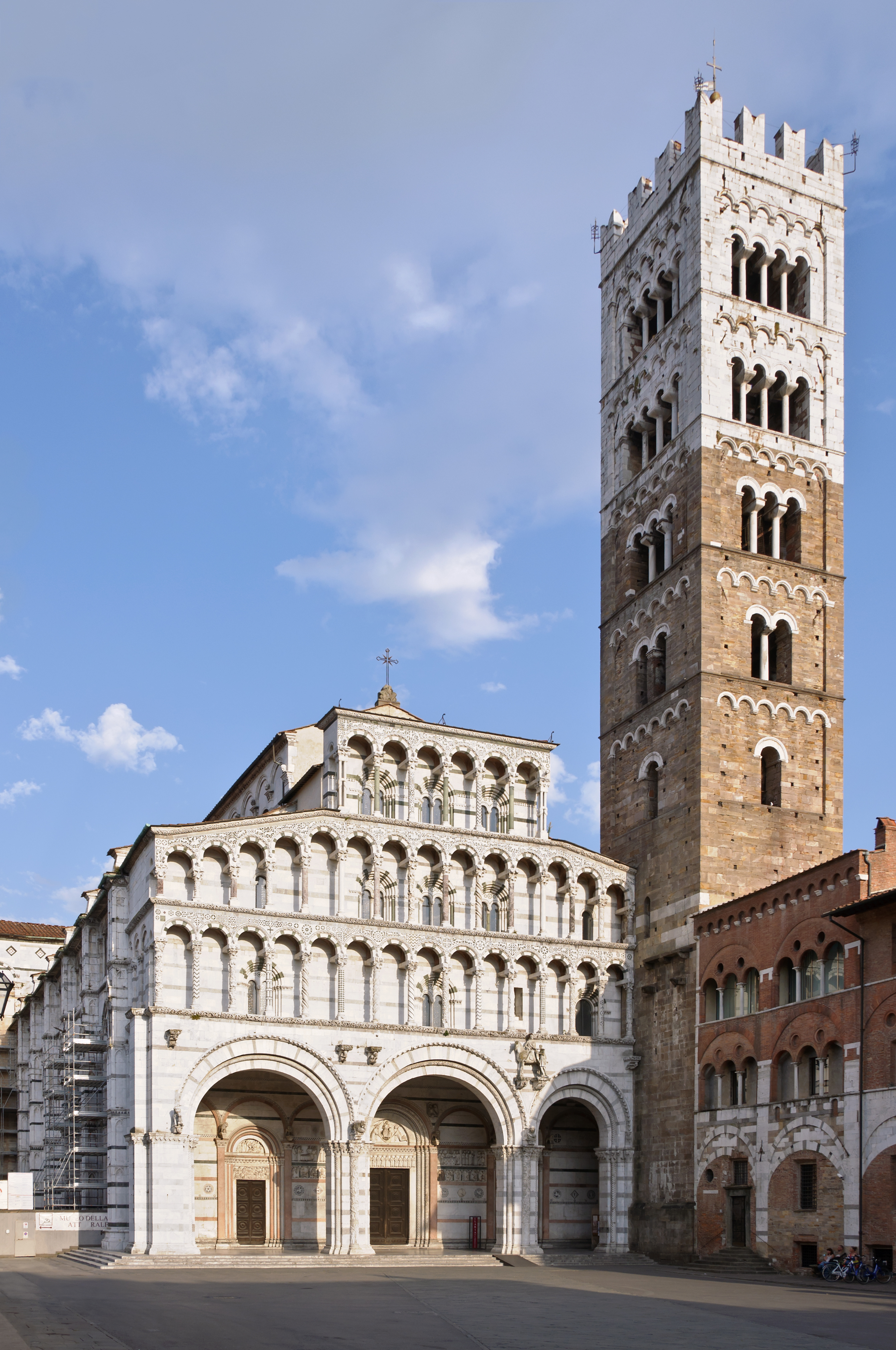
卢卡主教座堂

- 天主教加埃塔总教区
- 天主教阿纳尼-阿拉特里教区
- 天主教奇维塔卡斯泰拉纳教区
- 天主教奇维塔韦基亚-塔尔奎尼亚教区
- 天主教弗羅西諾內-韋羅利-費倫蒂諾教區
- 天主教拉蒂纳-泰拉奇纳-塞泽-普里韦尔诺教区
- 天主教列蒂教区
- 天主教索拉-卡西諾-阿奎諾-蓬泰科爾沃教區
- 天主教蒂沃利教区
- 天主教维泰博教区
- 天主教卡西諾山自治會院區
- 天主教蘇比亞科自治會院區
- 意大利-阿爾巴尼亞禮天主教格羅塔費拉塔聖母自治會院區

## 隆巴第區

### 米兰教省

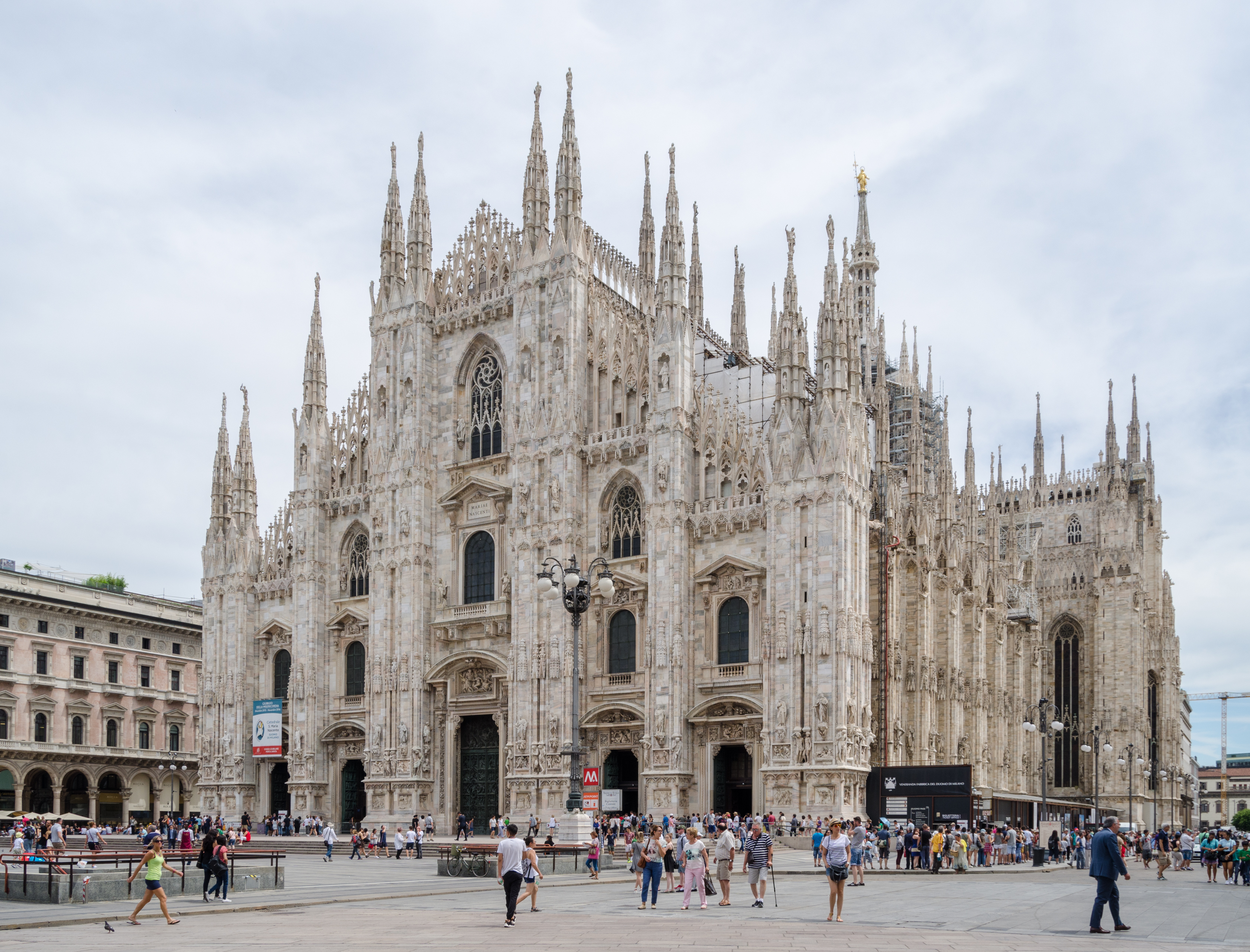
米兰主教座堂

- 天主教米兰总教区
  - 天主教贝加莫教区
  - 天主教布雷西亚教区
  - 天主教科莫教区
  - 天主教克雷马教区
  - 天主教克雷莫纳教区
  - 天主教洛迪教区
  - 天主教曼托瓦教区
  - 天主教帕维亚教区
  - 天主教维杰瓦诺教区

## 利古里亞區

### 热那亚教省
- 天主教热那亚总教区
  - 天主教阿尔本加-因佩里亚教区
  - 天主教基亚瓦里教区
  - 天主教拉斯佩齊亞-薩爾扎納-布魯尼亞托教區
  - 天主教薩沃納-諾利教區
  - 天主教托爾托納教區
  - 天主教文蒂米利亚-圣雷莫教区

## 馬爾凱區

### 安科纳-奥西莫教省
- 天主教安科纳-奥西莫总教区
  - 天主教法布里亚诺-馬泰利卡教区
  - 天主教耶西教区
  - 天主教塞尼加利亚教区
- 天主教洛雷托自治監督區

### 费尔莫教省
- 天主教费尔莫总教区
  - 天主教卡美日诺-圣塞韦里诺马尔凯总教区
  - 天主教阿斯科利皮切诺教区
  - 天主教馬切拉塔-托倫蒂諾-雷卡納蒂-欽戈利-特雷伊阿教區
  - 天主教聖貝內代托-里帕特蘭索內-蒙塔爾托教區

### 佩萨罗教省
- 天主教佩萨罗总教区
  - 天主教乌尔比诺-乌尔班尼亚-圣安吉洛瓦多总教区
  - 天主教法诺-福松布罗内-卡利-佩尔戈拉教区

## 皮德蒙-奧斯塔區

### 都灵教省

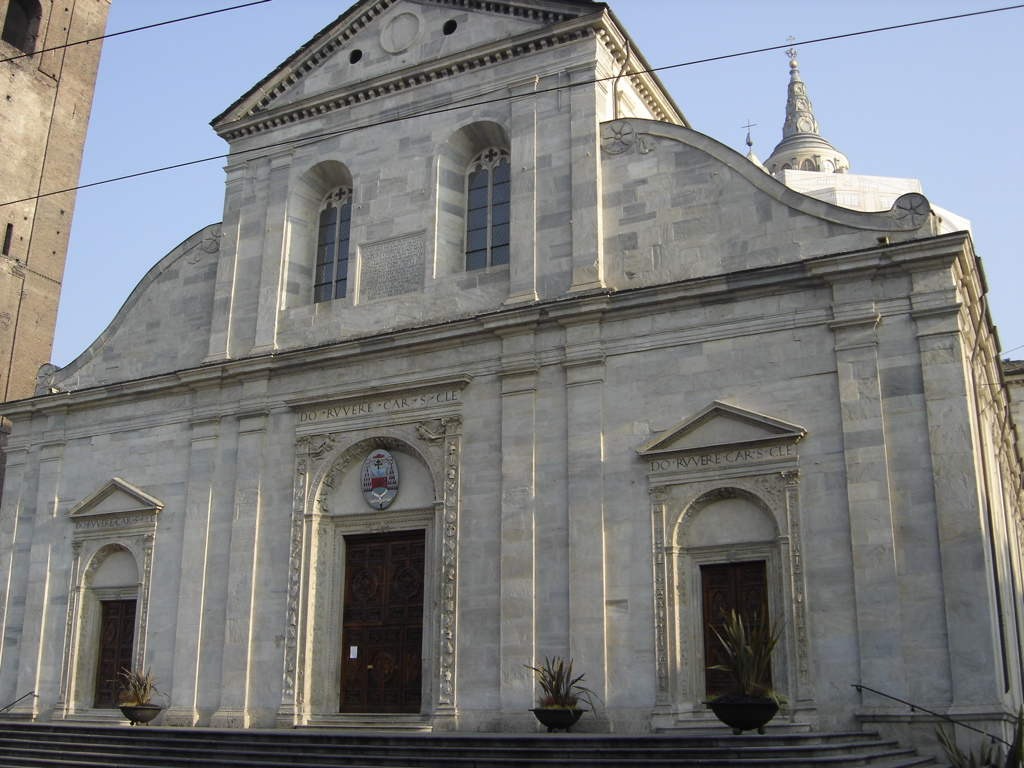
圣施洗约翰主教座堂

- 天主教都灵总教区
  - 天主教阿奎教区
  - 天主教阿爾巴教區
  - 天主教奥斯塔教区
  - 天主教阿斯蒂教区
  - 天主教库内奥教区
  - 天主教佛薩諾教區
  - 天主教伊夫雷亚教区
  - 天主教蒙多维教区
  - 天主教皮内罗洛教区
  - 天主教薩盧佐教區
  - 天主教蘇薩教區

### 韦尔切利教省
- 天主教韦尔切利总教区
  - 天主教亚历山德里亚教区
  - 天主教比耶拉教区
  - 天主教蒙费拉托堡教区
  - 天主教诺瓦拉教区

## 普利亞區

### 巴里-比通托教省
- 天主教巴里-比通托总教区
  - 天主教特拉尼-巴列塔-毕斯塞格列总教区
  - 天主教阿爾塔穆拉-格拉維納-阿夸維瓦德萊豐蒂教區
  - 天主教安德里亚教区
  - 天主教孔韋爾薩諾-莫諾波利教區
  - 天主教莫爾費塔-魯沃-焦維納佐-泰爾利齊教區

### 福贾-波维诺教省
- 天主教福贾-波维诺总教区
  - 天主教曼弗雷多尼亚-维耶斯泰-圣乔凡尼罗通多总教区
  - 天主教切里尼奥拉-阿斯科利萨特里亚诺教区
  - 天主教卢切拉-特羅亞教区
  - 天主教圣塞韦罗教区

### 莱切教省
- 天主教莱切总教区
  - 天主教布林迪西-奥斯图尼总教区
  - 天主教奥特朗托总教区
  - 天主教納爾多-加利波利教區
  - 天主教烏真托-聖瑪利亞迪萊烏卡教區

### 塔兰托教省
- 天主教塔兰托总教区
  - 天主教卡斯泰拉內塔教區
  - 天主教奧里亞教區

## 撒丁尼亞區

### 卡利亚里教省
- 天主教卡利亚里总教区
  - 天主教伊格莱西亚斯教区
  - 天主教拉努塞伊教区
  - 天主教努奥罗教区

### 奥里斯塔诺教省
- 天主教奥里斯塔诺总教区
  - 天主教阿萊斯-泰拉爾巴教區

### 萨萨里教省
- 天主教萨萨里总教区
  - 天主教阿尔盖罗-博萨教区
  - 天主教奥齐耶里教区
  - 天主教滕皮奥-安普里亚斯教区

## 西西里區

### 阿格里真托教省
- 天主教阿格里真托总教区
  - 天主教卡尔塔尼塞塔教区
  - 天主教皮亚扎-阿尔梅里纳教区

### 卡塔尼亚教省
- 天主教卡塔尼亚总教区
  - 天主教阿奇雷亚莱教区
  - 天主教卡尔塔吉罗内教区

### 墨西拿-利帕里島-聖盧恰德爾梅拉教省

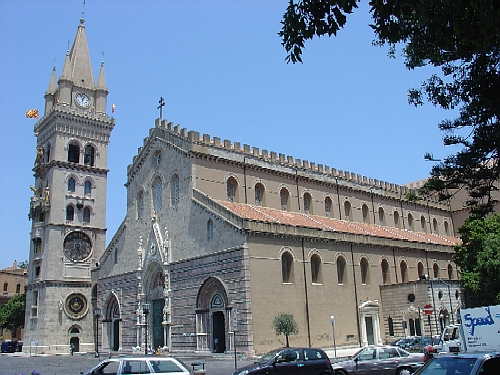
墨西拿主教座堂

- 天主教墨西拿-利帕里島-聖盧恰德爾梅拉總教區
  - 天主教尼科西亚教区
  - 天主教帕蒂教区

### 巴勒莫教省

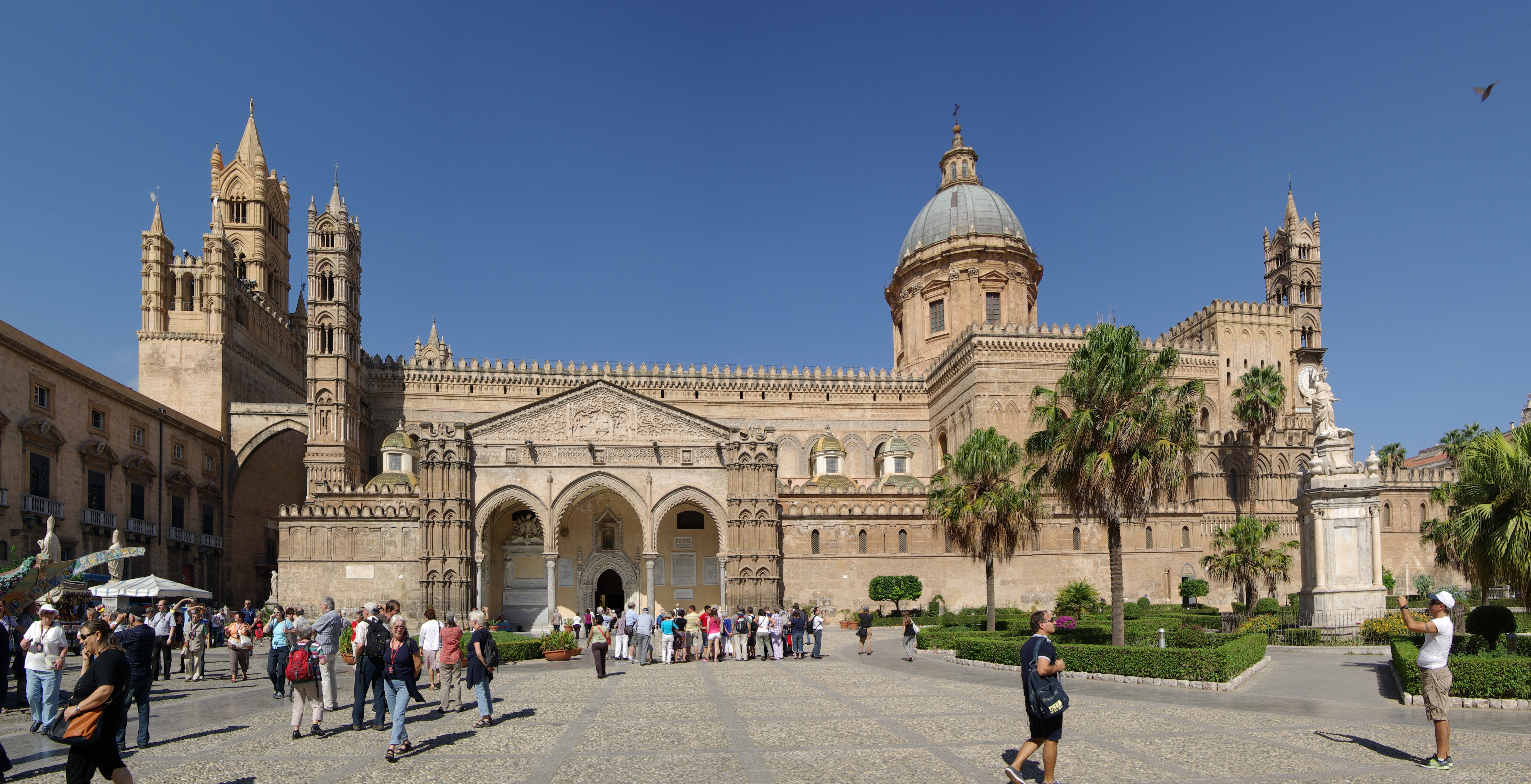
巴勒莫主教座堂

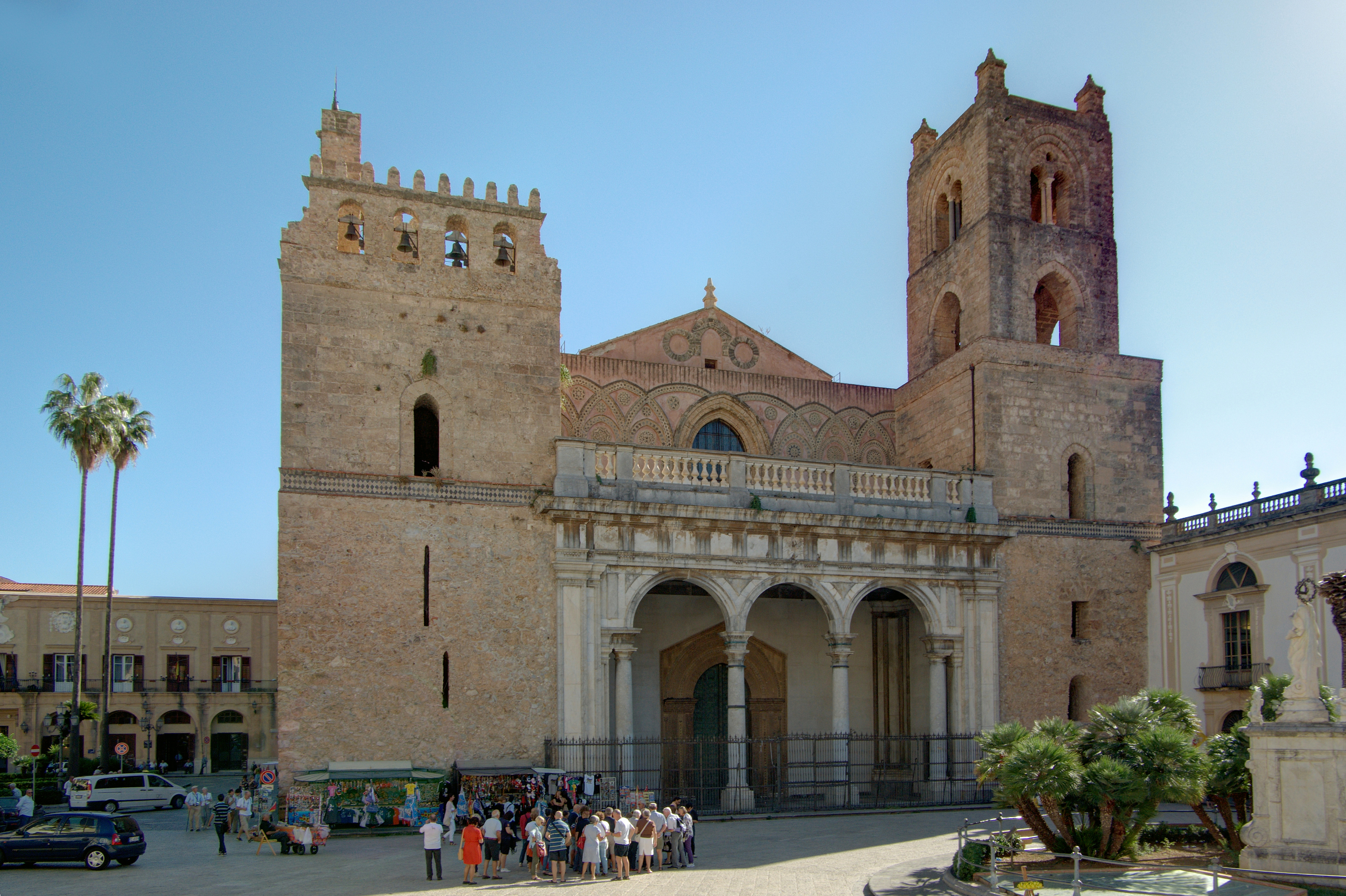
阿拉伯-诺曼式的蒙雷阿莱主教座堂

- 天主教巴勒莫总教区
  - 天主教蒙雷阿莱总教区
  - 天主教切法卢教区
  - 天主教马扎拉-德尔瓦洛教区
  - 天主教特拉帕尼教区

### 锡拉库萨教省
- 天主教锡拉库萨总教区
  - 天主教诺托教区
  - 天主教拉古萨教区

### 直屬聖座
- 義大利-阿爾巴尼亞禮天主教皮亞納德利亞爾巴內西教區（直屬聖座）

## 托斯卡納區

### 佛罗伦萨教省

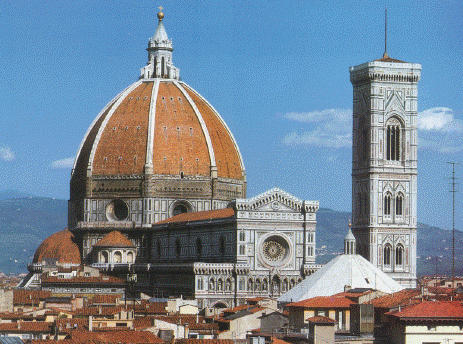
佛罗伦萨总教区玫瑰圣母主教座堂

- 天主教佛罗伦萨总教区
  - 天主教阿雷佐-科尔托纳-圣塞波尔克罗教区
  - 天主教菲耶索萊教區
  - 天主教皮斯托亚教区
  - 天主教普拉托教区
  - 天主教聖米尼亞托教區

### 比萨教省

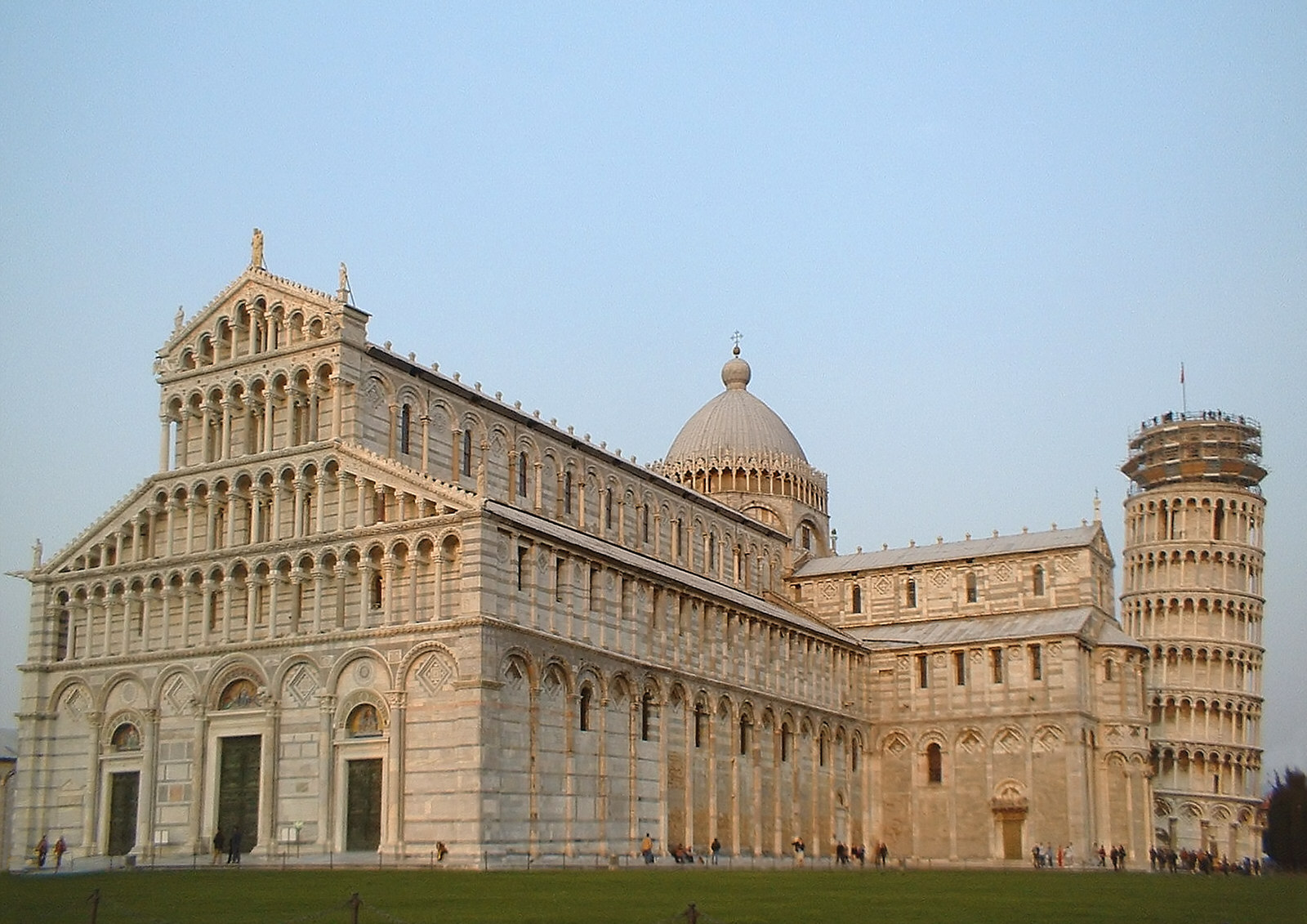
比萨主教座堂

- 天主教比萨总教区
  - 天主教里窝那教区
  - 天主教馬薩卡拉拉-蓬特雷莫利教區
  - 天主教佩夏教区
  - 天主教沃尔泰拉教区

### 锡耶纳-埃尔萨谷口村-蒙塔尔奇诺教省

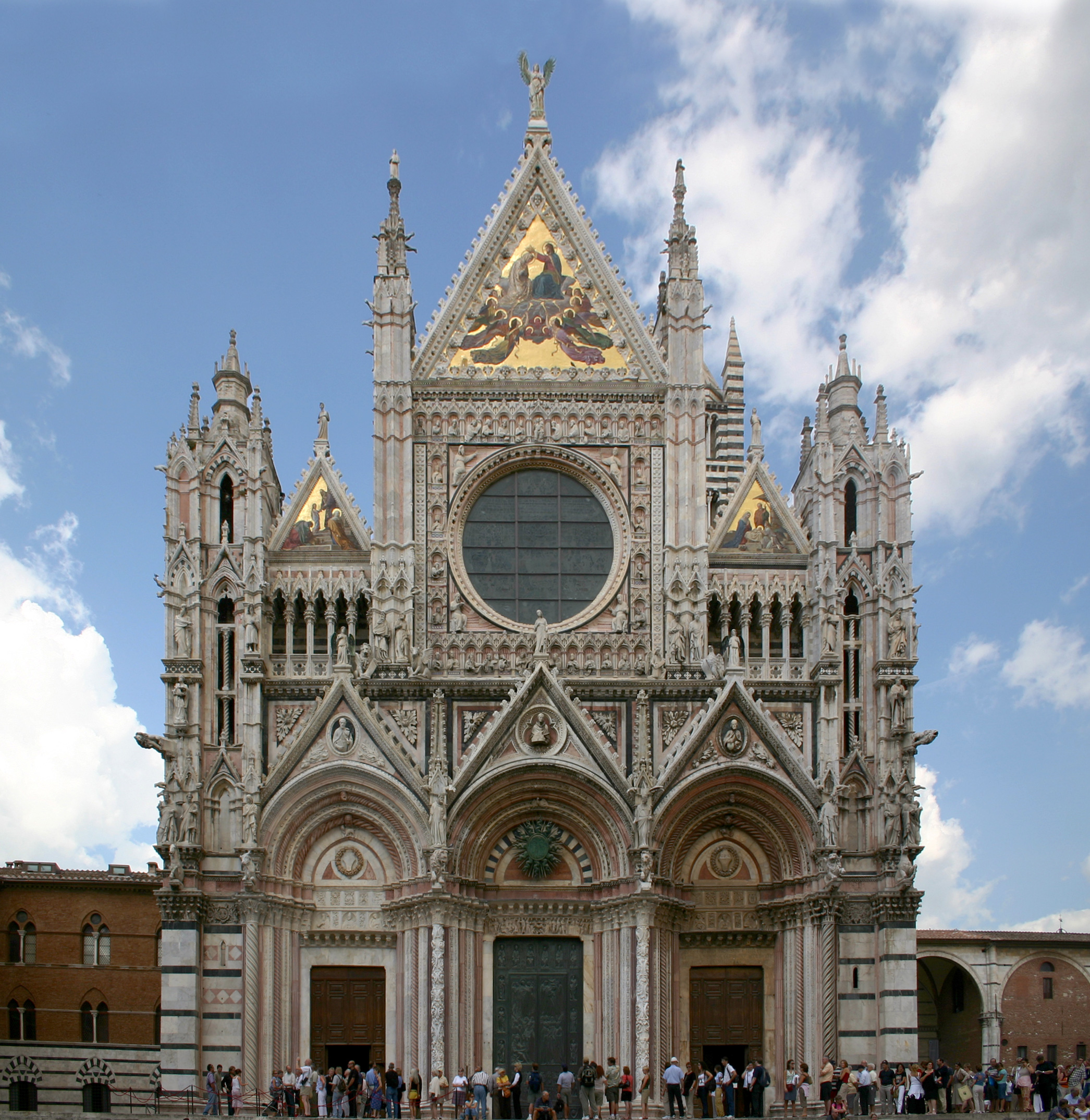
锡耶纳主教座堂

- 天主教锡耶纳-埃尔萨谷口村-蒙塔尔奇诺总教区
  - 天主教格罗塞托教区
  - 天主教马萨马里蒂马-皮翁比诺教区
  - 天主教蒙特普爾恰諾-丘西-皮恩扎教區
  - 天主教皮蒂利亚诺-索瓦纳-奥尔贝泰洛教区

### 直屬聖座
- 天主教卢卡总教区
- 天主教大橄欖山自治會院區

## 特里威尼托區

### 戈里齐亚教省

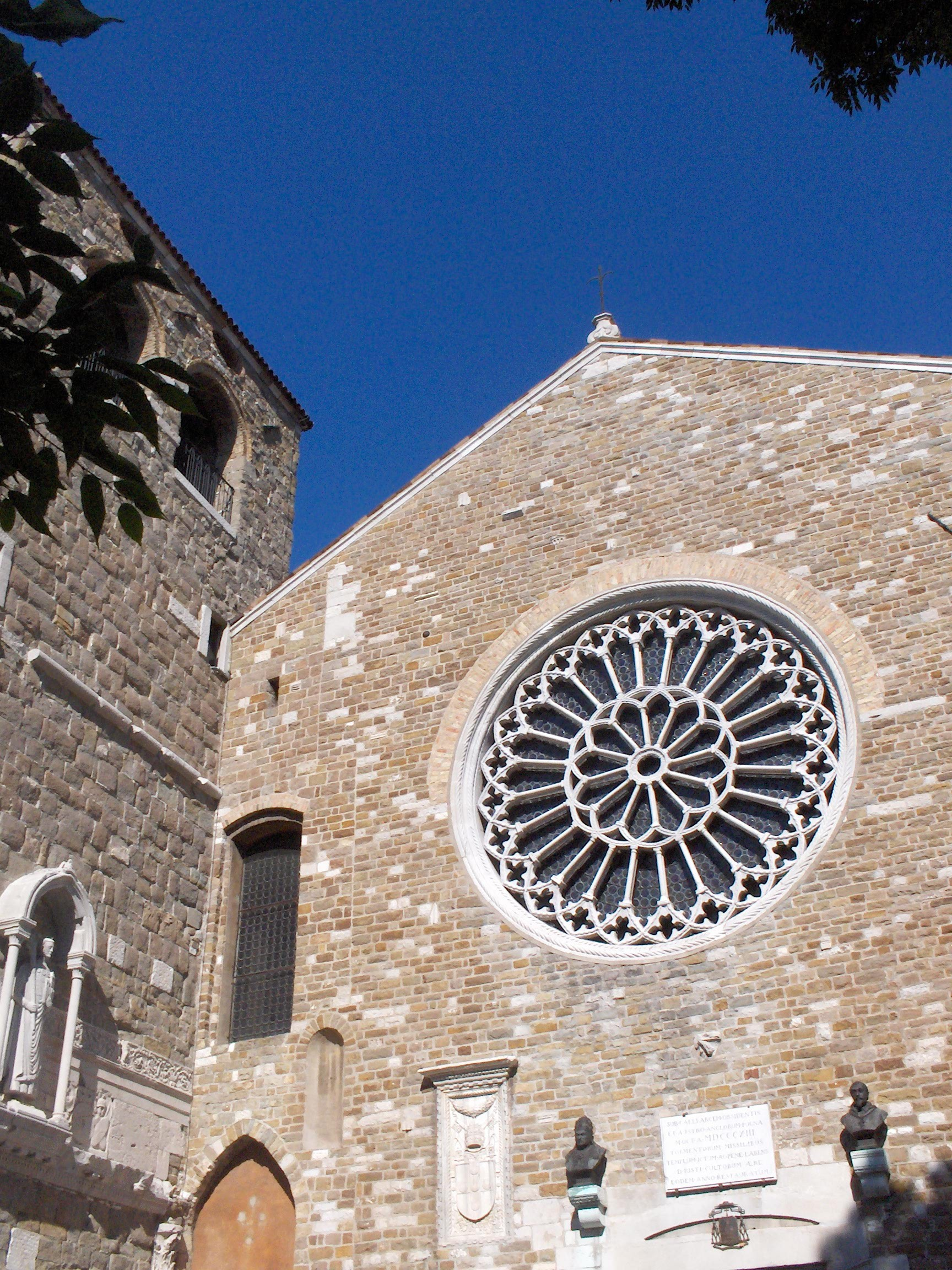
的里雅斯特主教座堂

- 天主教戈里齐亚总教区
  - 天主教的里雅斯特教区

### 特伦托教省

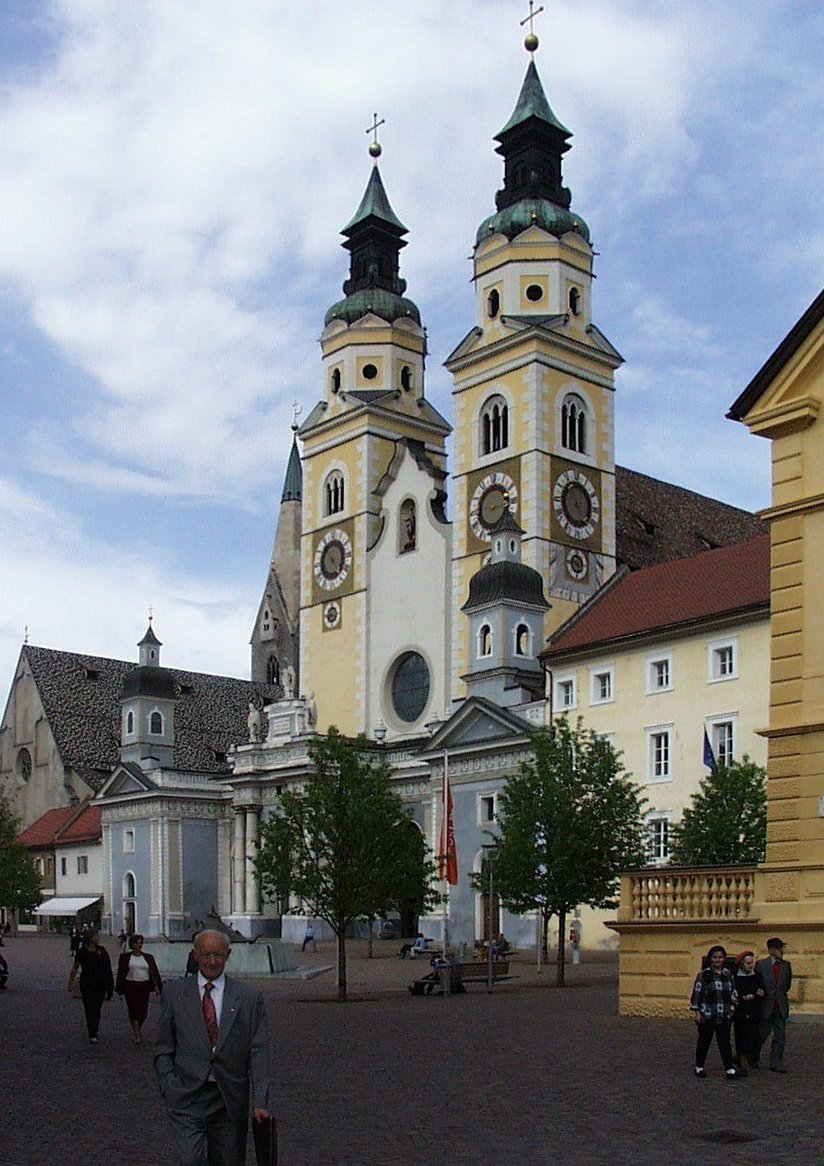
布雷萨诺内主教座堂

- 天主教特伦托总教区
  - 天主教博尔扎诺-布雷萨诺内教区

### 乌迪内教省
- 天主教乌迪内总教区

### 威尼斯教省

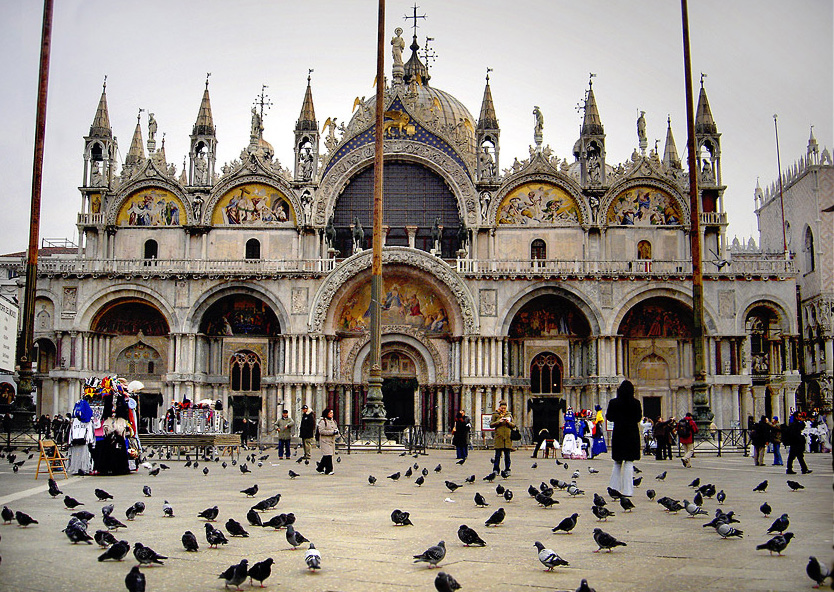
威尼斯圣马可主教座堂

- 天主教威尼斯宗主教区
  - 天主教阿德里亚-罗维戈教区
  - 天主教贝卢诺-费尔特雷教区
  - 天主教基奥贾教区
  - 天主教康科迪亚-波代诺内教区
  - 天主教帕多瓦教区
  - 天主教特雷维索教区
  - 天主教维罗纳教区
  - 天主教维琴察教区
  - 天主教維托廖韋內托教區

## 翁布里亞區

### 佩鲁贾-皮耶韋城教省
- 天主教佩魯賈-皮耶韋城總教區
  - 天主教阿西西-諾切勞恩布拉-瓜爾多塔迪諾教区
  - 天主教卡斯泰洛城教区
  - 天主教福利尼奥教区
  - 天主教古比奥教区

### 直屬聖座
- 天主教斯波莱托-诺尔恰总教区
- 天主教奥尔维耶托-托迪教区
- 天主教特爾尼-納爾尼-阿梅利亞教區